# LG GX500
LG GX500 — сенсорный телефон компании LG Electronics с поддержкой двух SIM-карт, представленный в 2010 году.

## Краткое описание
Телефон имеет трёхдюймовый сенсорный экран, два слота для SIM-карт, 3-мегапиксельную фото-/видеокамеру, встроенный радиоприёмник FM-диапазона. Батарея имеет ёмкость 1500 мА·ч, что обеспечивает работу в течение 6 ч в режиме разговора и 400 ч в режиме ожидания.
Переключение между SIM-картами происходит автоматически. Пользовательский интерфейс выполнен в виде двух рабочих столов, выбор активного стола осуществляется движением пальца вбок.
Модель имеет встроенный набор программ Pocket Apps и поддерживает доступ к сервисам «Яндекс» («Поиск», «Я.Онлайн», «Карты», «Погода», «Карта метро», «Новости», «Словарь», «ТВ программа») и Google («Поиск», «Почта», «Блогер»).

## Основные характеристики
| Возможности и характеристики | Возможности и характеристики       |
| ---------------------------- | ---------------------------------- |
| Стандарт                     | GSM 850/900/1800/1900, GPRS, EDGE  |
| Габариты                     | 108,9x53,4x12,95 мм                |
| Батарея                      | 1500 mAh, Li-ion                   |
| Экран                        | 3" TFT, 262 тыс. цветов            |
| Камера                       | 3 Мп, запись видео — 3GP           |
| Память                       | 40 MБ, MicroSD (до 4 ГБ)           |
| Интерфейсы                   | 2.0 MicroUSB, Bluetooth, 2.1 + EDR |
| Music player (file type)     | AMR, MP3, AAC, AAC+, WMA, WAV      |
| Video player (file type)     | MPEG-4/H.263/H.264                 |
| Браузер                      | WAP 2.0                            |
| Сообщения                    | SMS, MMS, Email                    |
| Процессор                    | Infineon S-GOLD 3 (PMB8877)        |
| Чип модема                   | Infineon S-GOLD RADIO (PMB8888)    |